# Noémi P. Raymond
Noémi Pernessin Raymond (également orthographiée Noemi) (Cannes, 23 juin 1889 - 19 août 1980) est une artiste et designer américaine d'origine française qui a passé une grande partie de sa carrière au Japon. Elle travaille dans les domaines de la peinture, de la sculpture, du graphisme et de l'illustration, du design de meubles, de tapis et de textiles.

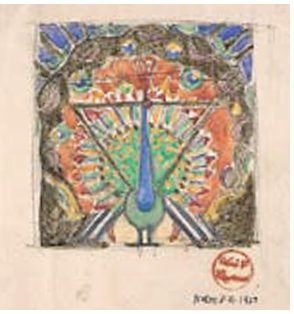
Noémi Pernessin Raymond, étude d'une fresque murale de paon pour l'Hôtel Impérial, Tokyo, 1920, crayon, aquarelle et feuille d'or.

## Biographie
Née à Cannes, en France, Raymond déménage à New York avec sa famille vers l'âge de 12 ans. Elle est diplômée de l'Université Columbia, où elle a étudié auprès de John Dewey et d'Arthur Wesley Dow, qui l'ont initiée à l'art et au design japonais. Elle étudie ensuite la peinture à l'Académie de la Grande-Chaumière à Paris.
Alors que la Première Guerre mondiale menace, Raymond rentre en Amérique. Lors de son voyage, en août 1914, elle rencontre Antonin Raymond, d'origine tchèque, qui devient son partenaire de travail et son mari. Ils se marient à New York le 13 décembre 1914. Ses relations avec le monde de l'art l’amènent, avec Antonin, à travailler pour Frank Lloyd Wright de mai à décembre 1916.
Noémi et Antonin travaillent avec Wright à Taliesin et, après qu' Antonin est démis de ses fonctions de l'armée américaine à la fin de la Première Guerre mondiale, ils accompagnent Wright au Japon en 1919, pour travailler sur le design de l'Hôtel impérial de Tokyo. Après avoir quitté leur travail à l'Hôtel Impérial en 1921, Noémi et son mari restent au Japon et y travaillent jusqu'en 1938 ; ils y reviennent après la Seconde Guerre mondiale, et y travaillent de 1947 ou 1948 à 1973.

## Design
Ensemble, Noémi et son mari travaillent sur plus de 500 structures au Japon, en Inde, en Asie du Sud-Est, en Europe et aux États-Unis, parmi lesquelles des maisons, des écoles, des usines, des ambassades, des églises, etc. Modernistes engagés, leur style mêle le design moderne européen avec les traditions artisanales populaires du monde entier. Antonin et elle sont reconnus comme faisant partie des premiers praticiens du style international en Asie.
Artiste/designer de formation, l'intérêt de Raymond pour le design 3D se développe au fur et à mesure qu'elle travaille avec son mari architecte. En 1916, alors qu'elle travaille avec Frank Lloyd Wright à Taliesin, elle réalise l'importance que le mobilier joue dans la manipulation de l'espace et dans l'assemblage des structures. Noémi dessine ensuite les intérieurs de nombreux projets architecturaux d'Antonin.

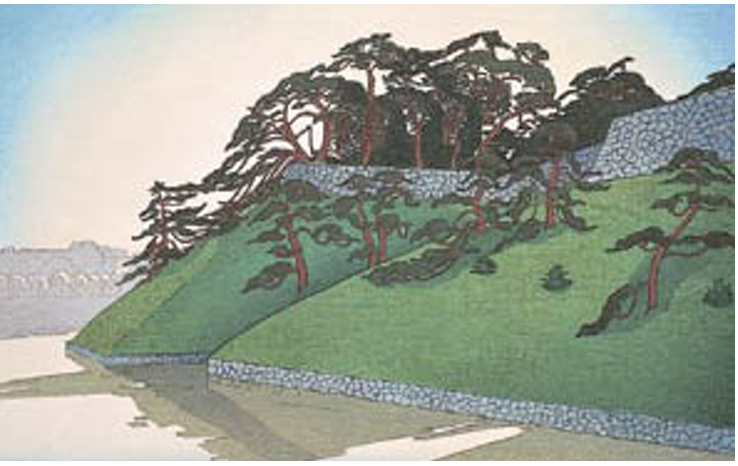
Noémi Pernessin Raymond, Les douves du Palais Impérial, années 1920.

Alors qu'elle vit au Japon dans les années 1920, Raymond découvre l'artisanat japonais en travaillant comme vendeuse à l'exportation de divers produits japonais tels que les laques, les céramiques, les paniers et les textiles. Elle travaille avec Mita Heibonji qui lui enseigne les techniques d'impression ukiyo-e et de calligraphie sumi-e ainsi que son appréciation pour l'art populaire, ce qui s'ajoute à l'intérêt de Raymond pour les fermes rurales japonaises (minka).

## Œuvres au Japon
Le design textile de Noémi Raymond témoigne de l'influence des textiles japonais imprimés au bloc des années 1930. Son mari et elle déclarent en 1935 : « La suppression de tout ce qui n'est pas essentiel ou produit de la discipline, est la base du charme japonais... Tout est le résultat direct d'une nécessité, qu'elle soit matérielle ou spirituelle. »
Le design de mobilier vaut à Noémi Raymond les éloges de ses contemporains. Chargée de mêler l'Orient et l'Occident dans un salon inspiré des minka créé par le concepteur de terrains de golf Shiro Akaboshi, elle dessine des « chaises tubulaires en métal » rembourrées qui imitent le « tissage traditionnel japonais ». La perspicacité de Noémi Raymond s'applique autant aux tendances artistiques qu'à la vie quotidienne, comme en témoigne son inclusion de miroirs stratégiquement placés dans la maison d'Akaboshi, qui permettaient à sa femme de surveiller les enfants depuis sa chambre.

## Œuvre graphique
Au Japon, Noémi Raymond fréquente l'ambassadeur de France et écrivain Paul Claudel, pour qui elle participe au design de la version de luxe du poème Sainte Geneviève parue à Tokyo en 1923.